# Kanton Vibraye
Kanton Vibraye is een voormalig kanton van het Franse departement Sarthe. Kanton Vibraye maakte deel uit van het arrondissement Mamers en telde 5701 inwoners (1999). Het werd opgeheven bij decreet van 24 februari 2015 met uitwerking op 22 maart 2015. Alle gemeenten werden toegevoegd aan het kanton Saint-Calais

## Gemeenten
Het kanton Vibraye omvatte de volgende gemeenten:
- Berfay
- Dollon
- Lavaré
- Semur-en-Vallon
- Valennes
- Vibraye (hoofdplaats)